# Valeriï Markous
Valeriï Markous, (ukrainien : Валерій Сергійович Маркус, né le 14 juillet 1993) est un militaire et blogueur ukrainien.

## Affectations
Il était sergent dans la 47e brigade mécanisée, sur laquelle il a fait des posts sur Youtube après avoir servi dans la 25e brigade aéroportée. Il a participé aux batailles de Kramatorsk et Zhdanivka, a participé aux batailles de Vuglegirsk, Shakhtarsk, Dobropillia, Komunar et Debaltseve ; blessé il se retire du service en 2016. Il fait partie du classement « 30 moins de 30 ans : le visage de l'avenir » de Forbes Ukraine, la liste des « 25 militaires ukrainiens les plus influents » .
Il est décoré de « Pour la valeur militaire » en 2014.

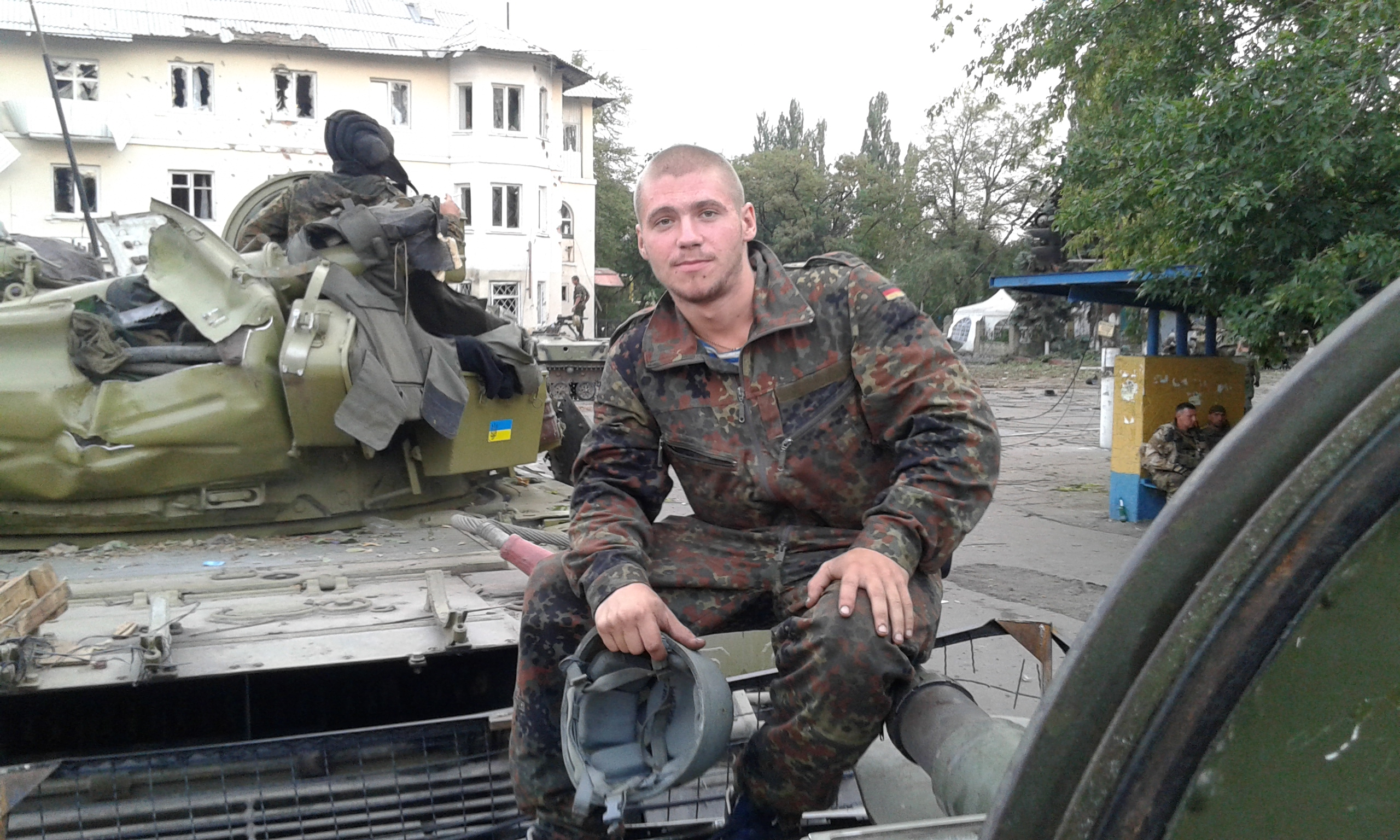
En août 2014 dans le Donbass.

Il est l'auteur d'un livre en 2018 Empreintes sur la route (Сліди на дорозі), Kiev, 375 p.  (ISBN 978-966-194-302-4).